# 西園寺公宗
西園寺 公宗（さいおんじ きんむね）は、鎌倉時代後期から南北朝時代（建武の新政期）にかけての公卿。内大臣・西園寺実衡の子。官位は正二位・権大納言。

## 経歴
関東申次の役目を預かっていた西園寺家は鎌倉幕府の滅亡で役職を停止された（ただし、大叔母禧子との関係から間もなく権大納言に復帰している）。建武元年（1334年）に公宗は地位の回復を図って幕府滅亡後の北条氏残党らと連絡し、北条高時の弟である泰家を匿っていた。2人は後醍醐天皇を西園寺家の山荘（後の鹿苑寺）に招いて暗殺し、後伏見法皇を擁立して新帝を即位させることで新政を覆そうと謀略した。後醍醐天皇の新しい中宮となった従妹の珣子内親王から生まれたのが、皇子ではなく皇女だったことも、公宗の謀略を促したとも考えられる（三浦龍昭らの説）。だが、異母弟の公重の密告で計画が発覚し、日野氏光（資名の子で、公宗の義兄弟にあたる）らと共に、武者所の楠木正成と高師直によって逮捕され、出雲国へ配流される途中に名和長年に処刑された。なお、現職公卿の死刑執行は平治元年（1159年）の平治の乱以来の出来事とされる。

## 影響
後に信濃国で北条時行が蜂起する中先代の乱が起こる。建武の新政が崩壊して後醍醐天皇が吉野に南朝を樹立すると、公重は南朝に仕えたため、公宗の遺児実俊が室町幕府の「武家執奏」に任じられて、以後その子孫が西園寺家を相続することになる。
妻の日野名子は光厳天皇の典侍（女官長）かつ著作家でもあり、この時代の動乱を記録した日記『竹むきが記』を著した。同書が女性による日記文学としては中世最後のものとされる。
のちの明治、大正時代に、公宗の子孫にあたる公望が政権の中枢に就くと、反対派によって度々公宗の一件を持ち出されて中傷されたといわれている。

## 系譜
- 父：西園寺実衡
- 母：昭訓門院春日局 - 二条為世の娘
- 妻：日野名子 - 日野資名の娘
  - 男子：西園寺実俊
- 生母不詳の子女
  - 女子：対御方 - 広義門院女房

## 関連作品
- NHK大河ドラマ『太平記』（1991年）演：長谷川初範